# Borotiam
Borotiam ist ein Ort im nördlichen Teil des zum Inselstaat Kiribati gehörenden pazifischen Archipels der Gilbertinseln nahe dem Äquator. 2020 wurden 382 Einwohner gezählt.

## Geographie
Der Ort liegt an der Ostküste des Atolls Abaiang, zwischen Tebunginako im Nordwesten und Aonobuaka im Südosten. Im Ort gibt es die Borotiam Catholic Church. In den umliegenden Kokospalmenhainen wird Kopra gewonnen.

## Klima
Das Klima ist tropisch heiß, wird jedoch von ständig wehenden Winden gemäßigt. Ebenso wie die anderen Orte der Gilbertinseln wird Borotiam gelegentlich von Zyklonen heimgesucht.